# Cal Rotllan (l'Estany)

Cal Rotllan, respecte del terme de l'Estany

Cal Rotllan és una masia del terme municipal de l'Estany, a la comarca catalana del Moianès.
Està situada a l'extrem nord-oest del Raval del Prat, a tocar del límit municipal i del del veí terme de Moià. És al costat nord-oest de Cal Xipiró